# Inversión
La inversión es un término económico utilizado tanto en la gestión empresarial, en finanzas y en macroeconomía que usualmente se relaciona al ejercicio del ahorro, la ubicación de capital y la postergación del consumo.
Lleva consigo la idea de utilizar recursos con el objetivo de alcanzar algún beneficio, bien sea económico, político, social, satisfacción personal, entre otros.

## Elementos de una inversión
Las inversiones están compuestas por los siguientes elementos macroeconómicos, cuya sumatoria proporciona la inversión total:
- Formación bruta de capital fijo (FBCF). Uno de los conceptos macroeconómicos que mide el valor de adquisiciones de activos fijos nuevos y existentes, menos las cesiones de activos que realice el Estado o el gobierno en cuestión.
- Formación neta de capital fijo. Se obtiene al descontar el consumo de capital fijo (depreciación) a la formación bruta de capital fijo, y representa el valor de los recursos que se han dispuesto para la inversión en activos fijos,
- Variación de existencias. Calculable mediante el cotejo de las existencias a final de un período determinado, con su equivalente en un año anterior.

Similarmente, desde un punto de vista microeconómico, tenemos los elementos:
- Rendimiento esperado. Porcentaje de compensación por el capital invertido que se espera obtener.
- Riesgo aceptado. El grado de incertidumbre sobre el rendimiento real que arrojará la inversión (incluida la capacidad de pago).
- Horizonte temporal. Período durante el que se mantendrá la inversión: corto, mediano o largo plazo.

## Inversión financiera
La inversión representa la utilización de recursos para adquirir bienes de capital, con el objetivo de aumentar la producción o la eficiencia. Es un factor clave para el crecimiento económico, ya que permite generar nuevas capacidades y mejorar la productividad. La inversión se puede clasificar en pública, impulsada por el gobierno, y privada, realizada por empresas y particulares. De 2015 a 2024, la riqueza global de los multimillonarios aumentó un 121%, superando el índice MSCI AC World (+73%). Durante este período, el número de multimillonarios creció hasta 2,682, reflejando la influencia del crecimiento económico y la acumulación de capital. La inversión se puede clasificar en pública, impulsada por el gobierno, y privada, realizada por empresas y particulares. 
En el contexto empresarial, la inversión es el acto mediante el cual se usan ciertos bienes con el ánimo de obtener unos ingresos o rentas a lo largo del tiempo. La inversión se refiere al empleo de un capital en algún tipo de actividad económica o negocio, con el objetivo de incrementarlo. Dicho de otra manera, consiste en renunciar a un consumo actual y cierto, a cambio de obtener unos beneficios futuros y distribuidos en el tiempo.
Desde una consideración amplia, la inversión es toda materialización de medios financieros en bienes que van a ser utilizados en un proceso productivo de una empresa o unidad económica, y comprendería la adquisición tanto de bienes de equipo, como de materias primas, servicios etc. Desde un punto de vista más estricto, la inversión comprendería solo los desembolsos de recursos financieros destinados a la adquisición de instrumentos de producción, que la empresa va a utilizar durante varios periodos económicos.
En el caso particular de la inversión financiera, los recursos se colocan en títulos, valores y demás documentos financieros, a cargo de otros entes, con el objeto de aumentar los excedentes disponibles por medio de la percepción de rendimientos, intereses, dividendos, variaciones de mercado u otros conceptos.
Para el análisis económico de una inversión puede reducirse la misma a las corrientes de pagos e ingresos que origina, considerado cada uno en el momento preciso en que se produce.

### Las tres variables de la inversión privada
Las cantidades dedicadas para inversiones de los agentes dependen de varios factores. Los tres factores que condicionan más decisivamente a esas cantidades son:
- El rendimiento esperado, positivo o negativo es la compensación obtenida por la inversión, y en su caso, su rentabilidad.[9]

- El riesgo aceptado es la incertidumbre sobre cuál será el rendimiento real que se obtendrá al final de la inversión, que incluye además la estimación de la capacidad de pago (si la inversión podrá pagar los resultados al inversor). Toda inversión supone un cierto riesgo cuya medida depende del vehículo de inversión que se elija.[10] En España, la Comisión Nacional del Mercado de Valores (CNMV) ha creado un sistema de clasificación de los productos financieros enfocado a valorar el riesgo en los productos de inversión.[cita requerida]
- El horizonte temporal, a corto, mediano o largo plazo es el periodo durante el que se mantendrá la inversión.

### Clasificación de las inversiones
Principalmente se clasifican en:
- Según el tiempo o plazo temporal:
  - Inversiones temporales: Son aquellas hechas transitoriamente, con la finalidad de mantener produciendo ingresos excedentes de recursos durante un período no superior a un año, o en otras circunstancias, al ciclo normal de operaciones de la empresa. Generalmente, estos recursos son invertidos en valores de alta calidad, seguros y fáciles de realizar en cualquier momento dado.
  - Inversiones a largo plazo: Son aquellas que se hacen al perseguir objetivos diferentes como el de utilizar recursos excedentes para producir algunos ingresos adicionales en forma momentánea. Para considerase una inversión a largo plazo, es necesario que ocurran factores que indiquen que la empresa tiene la intención de mantenerse como propietarias de tal inversión, por un período superior a un año o a su ciclo normal de operaciones.

- Según el objeto de la inversión:
  - equipo industrial
  - materias primas
  - equipo de transporte
  - empresas completas o participación accionarial
  - invenciones o para patentes de invenciones

- Por su función dentro de una empresa:
  - De renovación: las destinadas a sustituir el equipo utilizado, que por factores físicos, técnicos u obsolescencia; han quedado en desuso.
  - De expansión: la inversión de expansión va destinada a incrementar el mercado potencial de la empresa, mediante la creación de nuevos productos o la captación de nuevos mercados geográficos.

- - De mejora o modernización: destinadas a mejorar la situación de una empresa en el mercado, a través de la reducción de costos de fabricación o del incremento de la calidad del producto.

- - inversiones estratégicas: tienen por objeto la reducción de los riesgos  derivados del avance tecnológico y del comportamiento de la competencia.

- Según el sujeto que la realiza.
  - privada
  - pública

## Tipos de inversiones financieras
Las inversiones financieras más tradicionales son:
- Acciones: propiedad empresarial, conocida como capital, en empresas que cotizan en bolsa
- Bonos: préstamos a gobiernos y empresas negociados en mercados públicos.
- Efectivo: mantener una moneda en particular, ya sea en previsión de un gasto o para aprovechar o protegerse contra los cambios en el tipo de cambio de una moneda.
- Bienes inmuebles, que pueden alquilarse para proporcionar ingresos continuos o revenderse si aumentan de valor.

Las inversiones alternativas incluyen:
- Capital privado en empresas que no cotizan en bolsa, a menudo involucrando fondos de capital de riesgo, inversores ángeles o 'micromecenazgo' de acciones.
- Otros préstamos, incluidas hipotecas
- Materias primas, como metales preciosos como el oro, productos agrícolas como cereales o patatas y suministros de energía como el gas natural.
- Objetos de colección, incluidos arte, monedas, autos antiguos, sellos postales y vino.
- Compensaciones y créditos de carbono
- Entidades digitales como criptomonedas y tokens no fungibles
- Fondos de cobertura que utilizan técnicas sofisticadas como:
  - Derivados, cuyo valor está determinado por un contrato y se deriva mediante cálculo del desempeño de algún otro tipo de inversión subyacente; Estos incluyen contratos a plazo, futuros, opciones, swaps, obligaciones de deuda garantizadas, swaps de incumplimiento crediticio y acuerdos de impuestos por cobrar.
  - Inversión apalancada, que es la inversión de dinero prestado.
  - Venta en corto, que normalmente utiliza apalancamiento y derivados para apostar a que el valor de una acción disminuirá.

### Criterios de selección de inversiones
- Método del periodo de recuperación (pay-back), el número de años que se necesita para recuperar la inversión inicial con los flujos de caja después de los impuestos obtenidos cada año.
- Método del rendimiento porcentual
- Valor capital, que consiste en calcular el valor actual de todos los flujos de caja positivos y negativos esperados de la inversión.
- Tasa interna de retorno (TIR): la tasa que iguala a cero el valor actual neto de la inversión.
- Índice de rentabilidad calculado por medio de flujos de caja descontados

## Inversión en macroeconomía
Desde el punto de vista macroeconómico la inversión, también denominada en contabilidad nacional formación bruta de capital, es uno de los componentes del producto interno bruto (PIB) observado desde el punto de vista de la demanda o el gasto. 
En una economía nacional cualquier bien producido puede tener tres destinos:
- Ser consumido en el interior del país.
- Ser exportado para su consumo u otros fines al exterior.
- Ser adquirido como bien de inversión, y entonces pasa a formar parte del capital productivo de una empresa y, por tanto, de un país o simplemente no ser consumido y, por tanto, figurará en los almacenes de las empresas como existencias finales.

Los tres usos antes expuestos intervienen como componentes agregados del PIB:

{\displaystyle PIB_{pm}=C+I+G+X-M\,}

donde PIBpm es el producto interior bruto contabilizado en precios de mercado, C es el valor total de los bienes consumidos, I es la formación bruta de capital (inversión), G es el gasto de gobierno o consumo público, X es el valor de las exportaciones y M, el valor de las importaciones. A partir de la identidad anterior, es trivial derivar la identidad fundamental de la contabilidad nacional:

{\displaystyle A-I=X-M\qquad \Leftrightarrow \qquad {\mbox{ahorro}}-{\mbox{inversiones}}={\mbox{exportaciones}}-{\mbox{importaciones}}}

### Exclusiones del concepto de inversión en macroeconomía
En macroeconomía se utiliza el término inversión para referirse al aumento de la cantidad de activos productivos como bienes de capital (equipo, estructuras o existencias). Por ejemplo cuando la empresa EADS, fabricante del Airbus, levanta una nueva fábrica de aviones o la familia Pérez se construye una nueva casa, estas actividades son inversión. En términos de una familia, muchas hablan de «inversión» cuando compran un terreno, una acción de Telefónica o un fondo de inversión. En economía, estas compras constituyen transacciones financieras o cambios de cartera, pues lo que compra una persona, otra lo vende. Solo hay inversión cuando se crea capital real.[cita requerida]
Así, las empresas efectúan inversiones de manera casi sistemática, mientras que no se considera inversión la adquisición de bienes de equipo por parte de las familias: automóviles, ordenadores, electrodomésticos, a pesar de que son utilizados por los hogares durante varios años. La única inversión que llevan a cabo las familias, según la contabilidad nacional, es la adquisición que éstas realizan de viviendas.[cita requerida]

### Componentes de la inversión
Desde este punto de vista macroeconómico, la inversión puede descomponerse en tres elementos:
- La formación bruta de capital fijo.
- La formación neta de capital fijo
  - El consumo de capital fijo (igual a la depreciación del capital fijo del país)
- Variación de existencias. (La variación de existencias es igual a las existencias a finales del periodo, habitualmente el año, menos las existencias iniciales de las que se partía al comienzo del periodo.

La suma de todas proporciona la inversión total.

### Determinantes de la inversión
Al buscar las razones por las que las empresas invierten, en última instancia se ve que las empresas compran bienes de capital cuando esperan obtener con ello un beneficio, es decir, ingresos mayores que los costes de la inversión. Esta sencilla afirmación contiene tres elementos esenciales determinantes de la inversión:
- Los ingresos: una inversión genera a la empresa unos ingresos adicionales si le ayuda vender más. Eso puede indicar que un determinante muy importante de la inversión es el nivel global de producción (o PIB).
- Los costes: los tipos de interés más los impuestos.
- Las expectativas. El tercer elemento determinante de la inversión está constituido por las expectativas y la confianza de los empresarios. La inversión es sobre todo una apuesta por el futuro, una apuesta a que el rendimiento de una inversión será mayor que sus costes. Por ejemplo, si las empresas temen que empeoren las condiciones económicas en Europa, se mostrarán reacias a invertir en esa región. Por el contrario, cuando las empresas creen que se producirá una acusada recuperación en un futuro inmediato, comienzan a hacer planes para expandir sus plantas y crear o ampliar sus fábricas.

## Los mercados de inversión
De manera general puede decirse que hay tres grandes tipos de mercados en el mundo:
- El mercado de bienes y los servicios de consumo: bienes móviles, perecederos, commodities y servicios de información.
- Los mercados de la bolsa de valores
- Los bienes raíces o bienes inmuebles

## Intermediarios e inversiones colectivas
Las inversiones suelen realizarse indirectamente a través de instituciones financieras intermediarias. Estos intermediarios incluyen fondos de pensiones, bancos y compañías de seguros. Pueden agrupar el dinero recibido de varios inversores finales individuales en fondos como fideicomisos de inversión, fideicomisos unitarios y SICAV para realizar inversiones a gran escala. Cada inversor individual tiene un derecho indirecto o directo sobre los activos adquiridos, sujeto a los cargos cobrados por el intermediario, que pueden ser cuantiosos y variados.
Los enfoques de inversión a los que a veces se hace referencia en la comercialización de inversiones colectivas incluyen la promediación de los costos y la sincronización del mercado.

## Historia
En el mundo islámico medieval, el qirad era un importante instrumento financiero. 
El qirad  es también conocido como Muqaradah por los eruditos de la escuela Hanafí y de Hanbali. Se trataba de un acuerdo entre uno o más inversores y un agente en el que los inversores confiaban capital a un agente que luego comerciaba con él con la esperanza de obtener ganancias. Luego, ambas partes recibían una parte de las ganancias previamente liquidada. El agente no era responsable de ninguna pérdida, siempre que esta no excediera el capital suscrito.  (En la jurisprudencia hanafí posterior, el agente no tenía autoridad para incurrir en obligaciones que excedieran el capital, por lo que tendría que soportar personalmente cualquier pérdida adicional.)
El qirad es similar a la institución de la commenda, utilizada más tarde en Europa occidental. La commenda fue un contrato medieval que se desarrolló en Italia alrededor del siglo XIII y fue una de las primeras formas de sociedad en comandita. La commenda (o encomienda) era un acuerdo entre un socio inversor y un socio viajero para llevar a cabo una empresa comercial, generalmente en el extranjero. Los términos de la asociación variaron y los historiadores modernos generalmente los clasifican como commendas unilaterales y commendas bilaterales, según la participación de las contribuciones y las ganancias entre los socios. La commenda bilateral se conocía en Venecia como collegantia o colleganza. La commenda ha sido descrita como una innovación fundamental en la historia de las finanzas y el comercio.
No se puede afirmar con certeza si el qirad se transformó en commenda o si las dos instituciones evolucionaron de forma independiente.
A principios del siglo XX, los compradores de acciones, bonos y otros valores eran descritos en los medios de comunicación, el mundo académico y el comercio como especuladores. Desde la crac financiero de Wall Street de 1929, y particularmente en la década de 1950, el término 'inversión' había llegado a denotar el extremo más conservador del espectro de valores, mientras que los corredores financieros y sus agencias de publicidad aplicaban la 'especulación' a valores de mayor riesgo, muy de moda en aquella época. Desde la segunda mitad del siglo XX, los términos especulación y especulador se han referido específicamente a empresas de alto riesgo.